# François Depresle
François Depresle, né le 19 décembre 1957 au Petit-Quevilly et mort le 23 octobre 2015 à Paris, est un architecte et urbaniste français. 

## Biographie
François Depresle passe l'essentiel de son enfance et de son adolescence à Saint-Honoré-les-Bains. Après des études secondaires au lycée Jules-Renard de Nevers et une année en classe préparatoire littéraire à Limoges, il est admis à l'Institut d'études politiques de Paris en 1976. En 1980, il intègre l’École d'architecture de Paris-La-Défense où il obtient le diplôme d’architecte DPLG en 1986.
Après quelques années de collaboration dans plusieurs agences parisiennes (Viguier-Jodry, Faloci, Maurios), au cours desquelles il suit également l'enseignement du Centre d'études supérieures d'histoire et de conservation des monuments anciens (« École de Chaillot »), il crée en 1990 «  l’Atelier François Depresle, architecture et urbanisme », dont l'équipe permanente comptera jusqu'à une dizaine d'architectes en titre. Il obtient des commandes dans la région Limousin, où il se rend régulièrement, mais aussi en Ile-de-France, dont des logements sociaux à Paris. Parallèlement à son travail en agence, il devient enseignant à l'École d'architecture de Paris-La-Défense en 1992, où il exercera une dizaine d'années. 
Les années 2000 seront celles de projets importants, notamment à Tulle où il procède à une extension de l’école de Gendarmerie, et à Limoges où il crée deux nouveaux quartiers d’habitation. En Île-de-France comme dans d’autres régions françaises, ses réalisations dans les domaines de la santé, de l'enseignement et du logement lui valent plusieurs distinctions (voir ci-dessous "reconnaissance et hommages") et des articles dans les revues d'architecture. 
C'est au cours de cette même décennie qu'il est nommé architecte-conseil de l'État dans le département du Lot, apportant deux jours par mois ses conseils aux services de l'État et aux élus locaux sur les projets d'aménagement, d'urbanisme et d'architecture.
La crise économique de 2007-2008 affecte le processus de développement de l'Atelier François Depresle, mais c'est la maladie qui va entraver puis mettre fin à la carrière de l'architecte.
François Depresle meurt à Paris le 23 octobre 2015.

## Œuvre
François Depresle a réalisé de nombreux bâtiments publics, des logements et des quartiers de ville, sur le territoire national, notamment en Nouvelle Aquitaine (particulièrement en Limousin) et en Ile-de-France ainsi qu'un centre hospitalier en Afrique (Mali).

### Liste des réalisations par ordre chronologique
- Construction d'une école de 12 classes à La Souterraine (Creuse), livrée en 1992
- Construction d'une maison individuelle (maison Mourioux)[4], livrée en 1992
- Construction de la Perception de Bourganeuf (Creuse), livrée en 1994
- Construction du Service départemental d'incendie et de secours de Sainte-Feyre (Creuse), livré en 1995
- Construction de 75 logements sociaux à La Souterraine, livrés en 1998
- Réhabilitation et extension d'une maison de retraite à Bordeaux, livrée en 1999
- Construction de 65 maisons individuelles dans le quartier du Mas Gigoux à Limoges, livrées en 2000
- Foyer de vie pour personnes handicapées à Montreuil (Seine-Saint-Denis), livrée en 2000
- Construction d'une maison individuelle (maison Dubois)[5] sur l'Ile Sainte-Catherine à Créteil (Val-de-Marne), livrée en 2001
- Construction d'une gendarmerie à Feytiat (Haute-Vienne), livrée en 2001
- Construction d'un immeuble de 20 logements sociaux, rue Falguière à Paris, livrée en 2002
- Réhabilitation et extension d'une maison de retraite de 86 lits à Chelles (Seine-et-Marne), livrée en 2003
- Construction de 47 logements et 18 maisons à Limoges, livrés en 2004
- Extension de l'Ecole de gendarmerie de Tulle (Corrèze), livrée en 2004
- Construction d'un collège à Boussac (Creuse), livré en 2004
- Construction d'un établissement de 30 lits pour personnes handicapées à Rouillac (Charente), livrée en 2005
- Restructuration d'un établissement pour personnes âgées de 40 lits à Cognac (Charente), livré en 2006
- Restructuration d'une maison de retraite de 80 lits à Saint-Damien (Corrèze), livrée en 2007
- Construction de 60 maisons à La Chapelle-Saint-Mesmin (Loiret), livrées en 2007
- Construction d'une cité-jardin de 115 logements dans le quartier de Landouge à Limoges, livrés en 2007
- Construction d'un foyer de 70 lits pour personnes âgées à Poitiers, livré en 2007
- Construction d'un foyer de 40 lits pour handicapés mentaux à Plaisir, livré en 2007
- Restructuration et extension d'une maison de retraite de 94 lits à Ceton (Orne), livrée en 2008
- Construction de deux unités de soins de 50 lits à Châlons-en-Champagne (Marne), livrées en 2008
- Construction de 59 logements à Avignon, livrés en 2009
- Construction d'un établissement pour personnes âgées de 114 lits à Avignon, livré en 2009
- Construction du Centre malien de prise en charge de la drépanocytose, livré en 2009
- Extension et restructuration d'un établissement pour personnes âgées de 70 lits à Saint-Front (Charente), livré en 2010
- Construction de 70 logements à Achères, livrés en 2010
- Construction de 31 logements à Athis-Mons (Essonne), livrés en 2011
- Construction d'un foyer d'hébergement pour handicapés de 34 lits à Champhol (Eure-et-Loir), livré en 2011
- Construction d'un foyer pour handicapés mentaux vieillissants de 60 lits à Plaisir (Yvelines), livré en 2012
- Réalisation d'un immeuble de 21 logements sociaux, rue Théodore Bac à Limoges, livré en 2012
- Construction d'un Institut médico-éducatif à Poisvilliers (Eure-et-Loir), livré en 2013
- Construction d'un Centre d'incendie et de secours à Méré (Yvelines), livré en 2014
- Construction d'une subdivision et d'un centre d'exploitation routier à Méré, livré en 2014
- Construction des halles et aménagement de la Place d'Armes à La Souterraine (Creuse), livrée en 2014

## Reconnaissance et hommages
- 1992 : lauréat des Albums de la jeune architecture.
- 2001 : lauréat du Palmarès de l'architecture en Limousin pour les 65 maisons individuelles du Mas Gigou à Limoges.
- 2003 : lauréat du Palmarès de l'architecture en Limousin pour la gendarmerie de Feytiat (Haute-Vienne).
- 2005 : lauréat du Palmarès de l'architecture en Limousin pour la gendarmerie de Tulle (Corrèze).
- 2006 : lauréat du Palmarès de la construction bois en Poitou-Charentes pour le foyer de vie de Rouillac (Charente).
- 2014 : lauréat du Palmarès de l'architecture en Limousin pour la réalisation de l'immeuble de 21 logements, rue Théodore Bac à Limoges.
- 2015 : lauréat (premier prix ex aequo) du Prix national de la construction en bois (bâtiment et aménagements divers) pour la construction des halles et l'aménagement de la Place d'Armes à La Souterraine (Creuse).
- 2015 : création de l’Association des amis de François Depresle[6].

## Expositions
- Exposition à la Galerie Six, 6, rue Elzévir, Paris (3e).
- Exposition à la Maison de l'architecture du Limousin, Limoges, avril-mai 2017[7].
- Exposition à la bibliothèque-médiathèque de La Souterraine, juillet 2017.

## Iconographie
- Vidéo musicale Hommage à François Depresle présentant plusieurs de ses réalisations.